# Daihatsu Copen
Der Daihatsu Copen ist ein Kleinstwagen (Kei-Car) des japanischen Herstellers Daihatsu. In Europa feierte der Copen 2003 Premiere. Der Vertrieb in Deutschland wurde im Juli 2010 eingestellt.
Seine Weltpremiere feierte der Copen als Designstudie auf der Tokyo Motor Show im Jahre 2001.
In Deutschland wurde der kleine Roadster im Jahr 2004 als Rechtslenker mit einem 660-Kubikzentimeter-Motor mit 50 kW (68 PS) eingeführt (L880).
Der Import des Rechtslenkers nach Deutschland wurde Ende des Jahres 2005 eingestellt und ab Frühjahr 2006 durch einen Linkslenker mit einem 1300-Kubikzentimeter-Motor mit 64 kW (87 PS) (L881) ersetzt.
2014 wurde die zweite Generation des Copen vorgestellt, sie wird aber nur noch in Japan verkauft.

## Erste Generation
Der Copen ist ein reiner Zweisitzer, der mit einem hydraulisch versenkbaren Aluminium-Hardtop ausgestattet ist, welches sich in 20 Sekunden in den Kofferraum faltet. Bei geschlossenem Dach beträgt das Kofferraumvolumen 210 Liter und bei offenem Dach 14 Liter. Die Produktionszahlen betragen für den Rechtslenker, bedingt durch die Fertigung in Handarbeit, 2500 Stück pro Monat. Zu Beginn der Produktion in Japan lagen nach wenigen Wochen 30.000 Bestellungen vor. Durch den großen Erfolg in Japan wurde der Copen ab Anfang 2004 auch nach Deutschland exportiert.

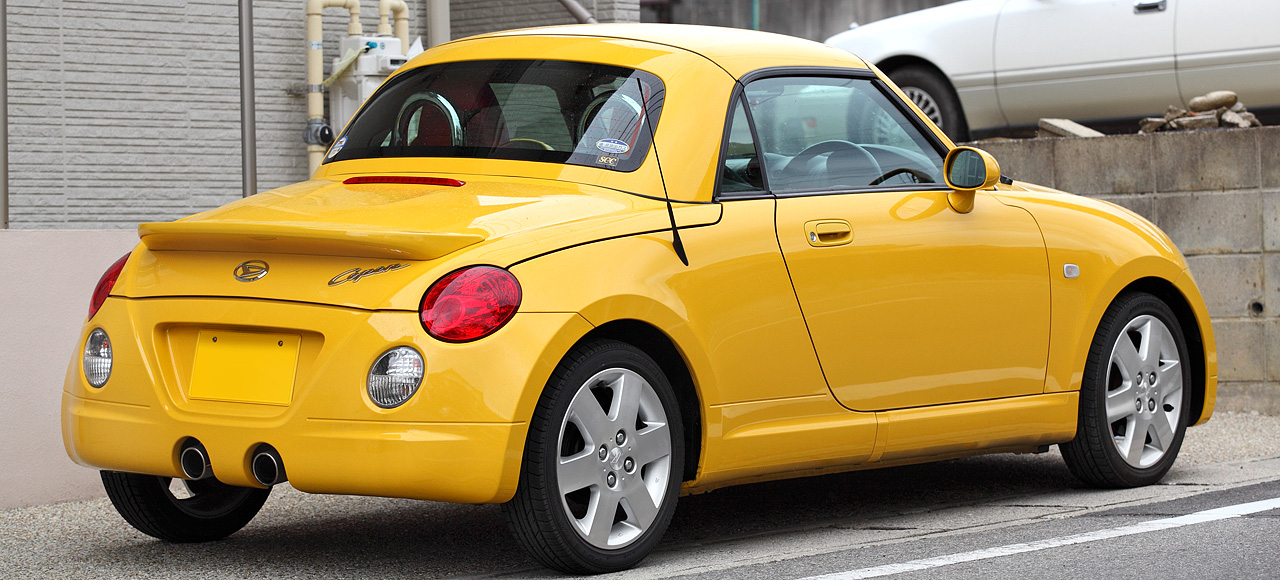
Heckansicht geschlossen, Rechtslenker mit Heckspoiler
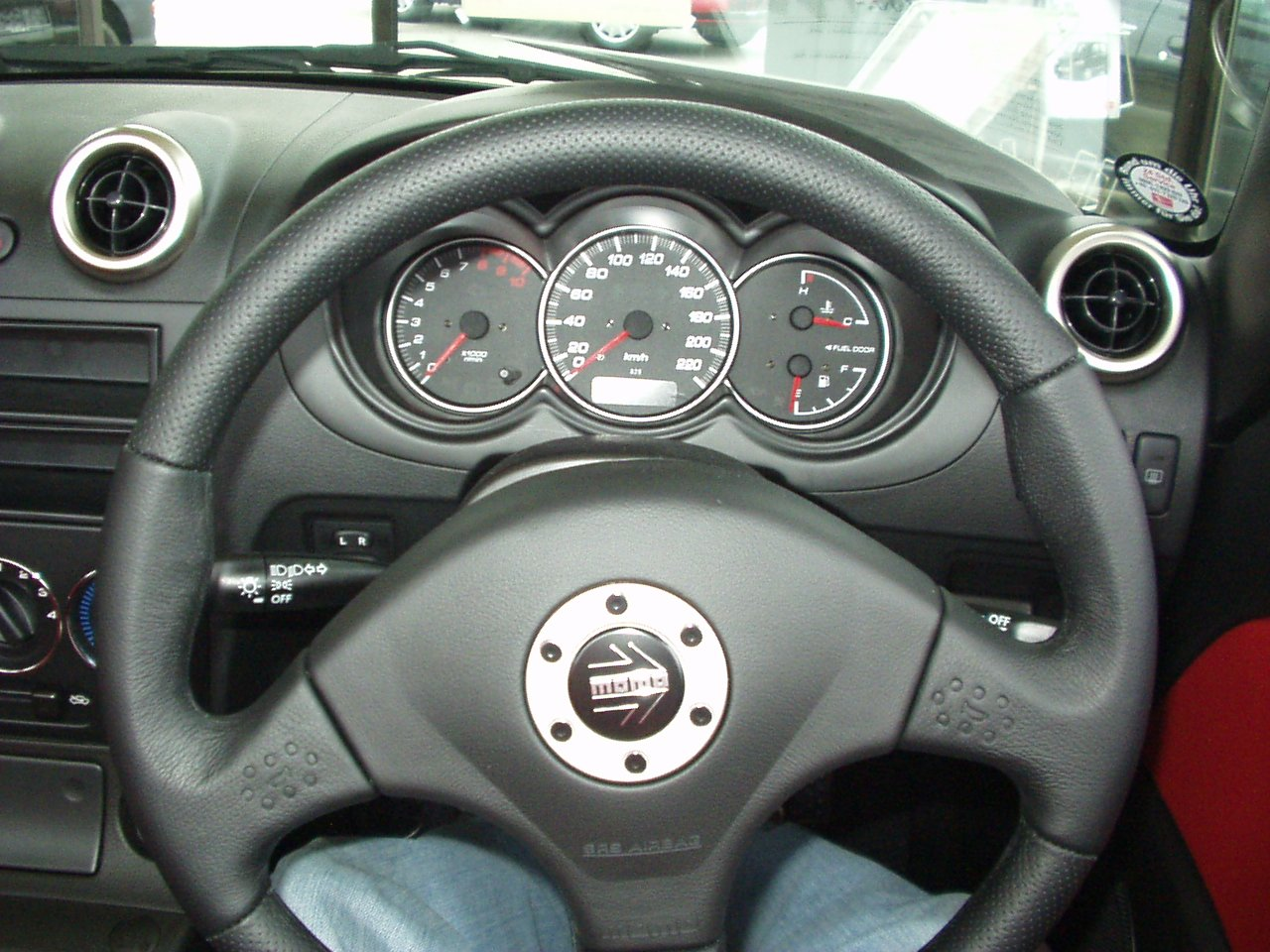
Cockpit Rechtslenker
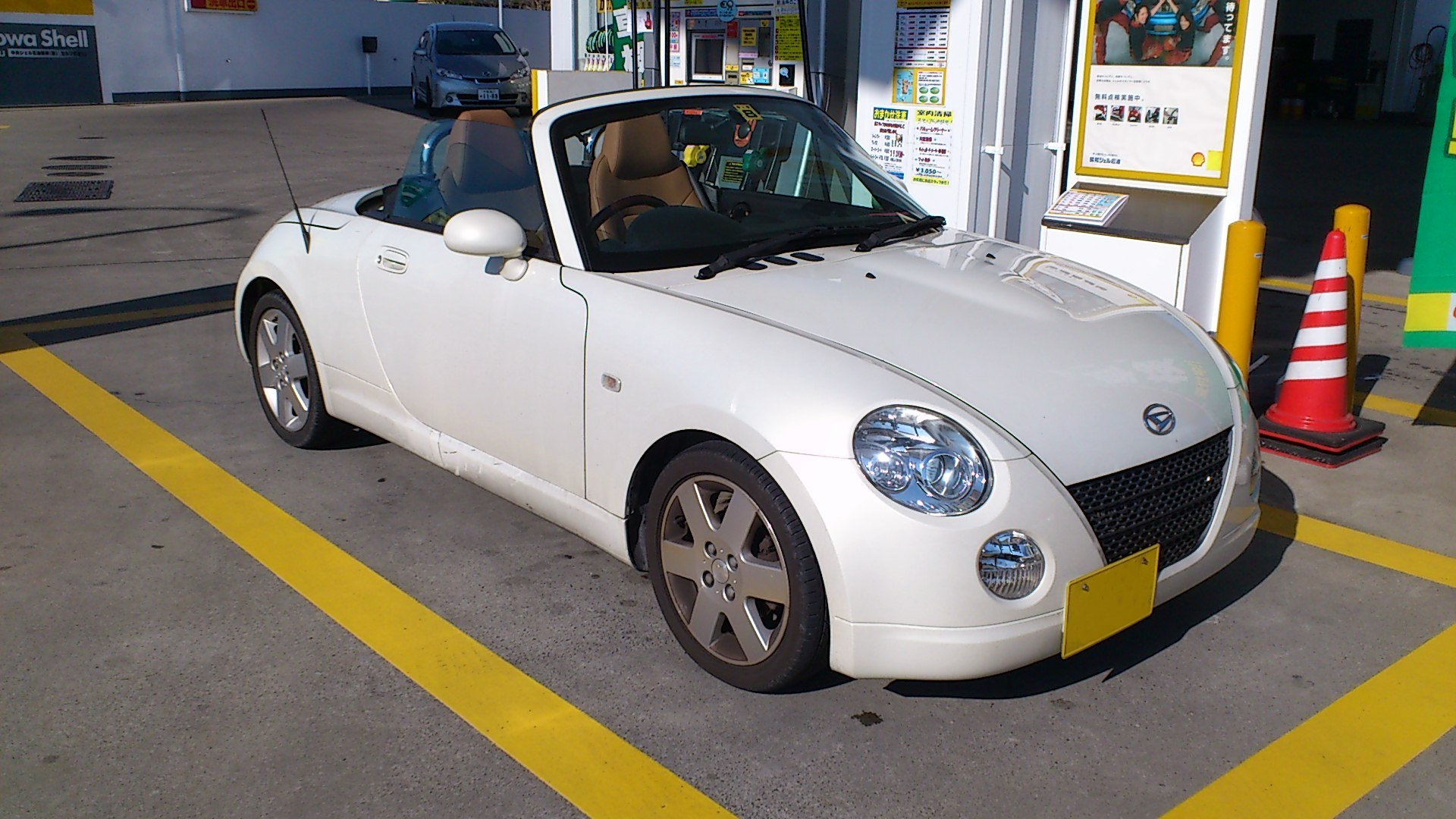
Rechtslenker mit offenem Dach

### Zulassungszahlen
Zwischen 2003 und 2011 wurden in Deutschland 2.511 Daihatsu Copen neu zugelassen. Mit 802 Einheiten war 2006 das erfolgreichste Verkaufsjahr. Da die Baureihe in Deutschland bis Ende 2005 auch nur als Rechtslenker erhältlich war, betrugen die Verkaufszahlen bis Ende 2005 nur etwa 500 Stück. Im Juli 2010 wurde die Produktion des Copen der ersten Generation eingestellt. Für den deutschen Markt wurden noch 60 Abschieds-Sondermodelle mit Perleffektlackierung gebaut.
|  |

|  |

|  |

|  |

|  |

|  |

|  |

|  |

|  |

|  |

|  |

|  |

|  |

|  |

|  |

|  |

|  |

|  |

|  |

|  |

|  |

|  |

|  |

|  |

|  |

|  |

|  |

|  |

|  |

|  |

|  |

|  |

|  |

|  |

|  |

|  |

|  |

|  |

|  |

|  |

|  |

|  |

|  |

|  |

|  |

|  |

|  |

|  |

|  |

|  |

|  |

|  |

|  |

|  |

|  |

|  |

|  |

|  |

|  |

|  |

|  |

|  |

|  |

|  |

|  |

|  |

|  |

|  |

|  |

|  |

|  |

|  |

|  |

|  |

|  |

|  |

|  |

|  |

|  |

|  |

|  |

|  |

|  |

|  |

|  |

|  |

|  |

|  |

|  |

|  |

|  |

|  |

|  |

|  |

|  |

|  |

|  |

|  |

|  |

|  |

|  |

|  |

|  |

|  |

|  |

|  |

|  |

|  |

|  |

|  |

|  |

|  |

|  |

|  |

|  |

|  |

|  |

|  |

|  |

|  |

|  |

|  |

|  |

|  |

|  |

|  |

|  |

|  |

|  |

|  |

|  |

|  |

|  |

|  |

|  |

|  |

|  |

|  |

|  |

|  |

|  |

|  |

|  |

|  |

|  | Cabrio (2.511) |

|  | Cabrio (2.511) |

## Zweite Generation
Im Juni 2014 wurde ein neues Modell der Presse vorgestellt. Er war in zwei Versionen erhältlich, wobei sowohl die Innen- wie auch die äußere Verkleidung des Fahrzeugs auswechselbar ist. Der Copen der zweiten Generation kam im Herbst 2014 auf den japanischen Markt.
2016 präsentierte Daihatsu auf dem Tokyo Auto Salon ein Konzeptfahrzeug einer Coupé-Variante des Copen. Im Dezember 2018 wurde verkündet, dass ab April 2019 eine auf 200 Exemplare limitierte Auflage des Copen als Coupé in Japan angeboten wird.
Eine sportlicher gestaltete Version des Copen wurde auf der Tokyo Motor Show 2019 vorgestellt und wird nicht von Daihatsu, sondern von Toyota Gazoo Racing vermarktet.

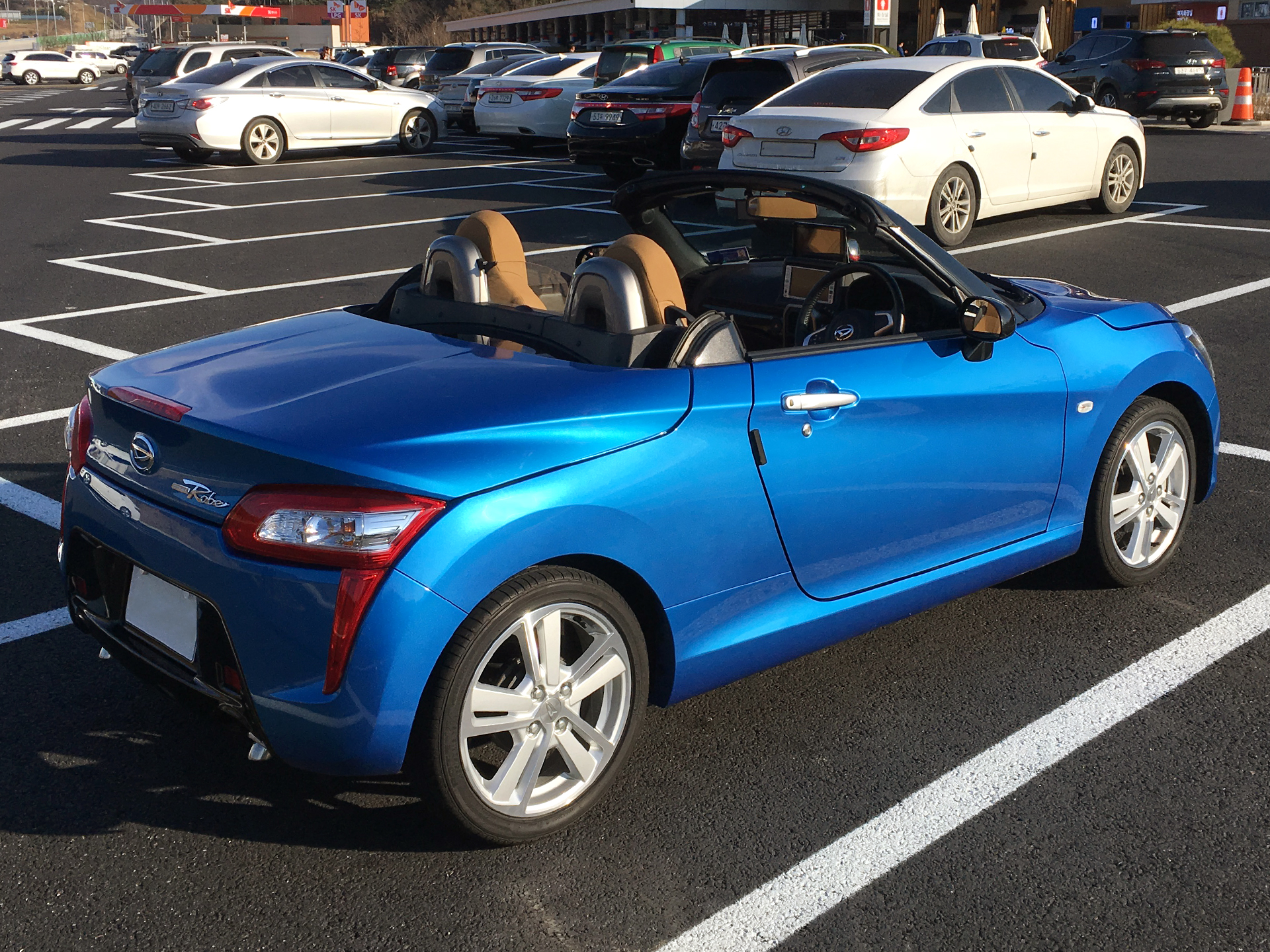
Heckansicht
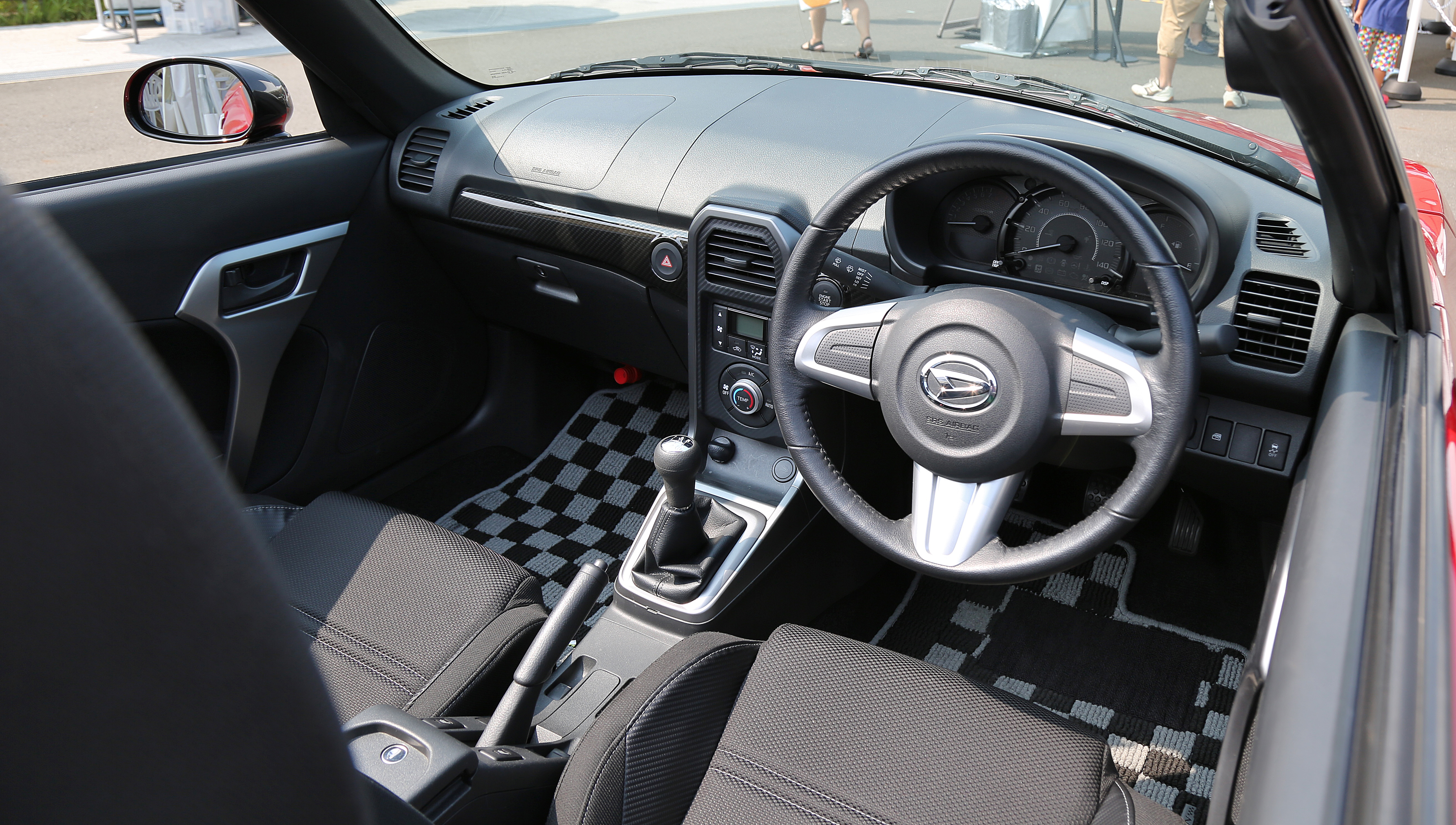
Innenansicht
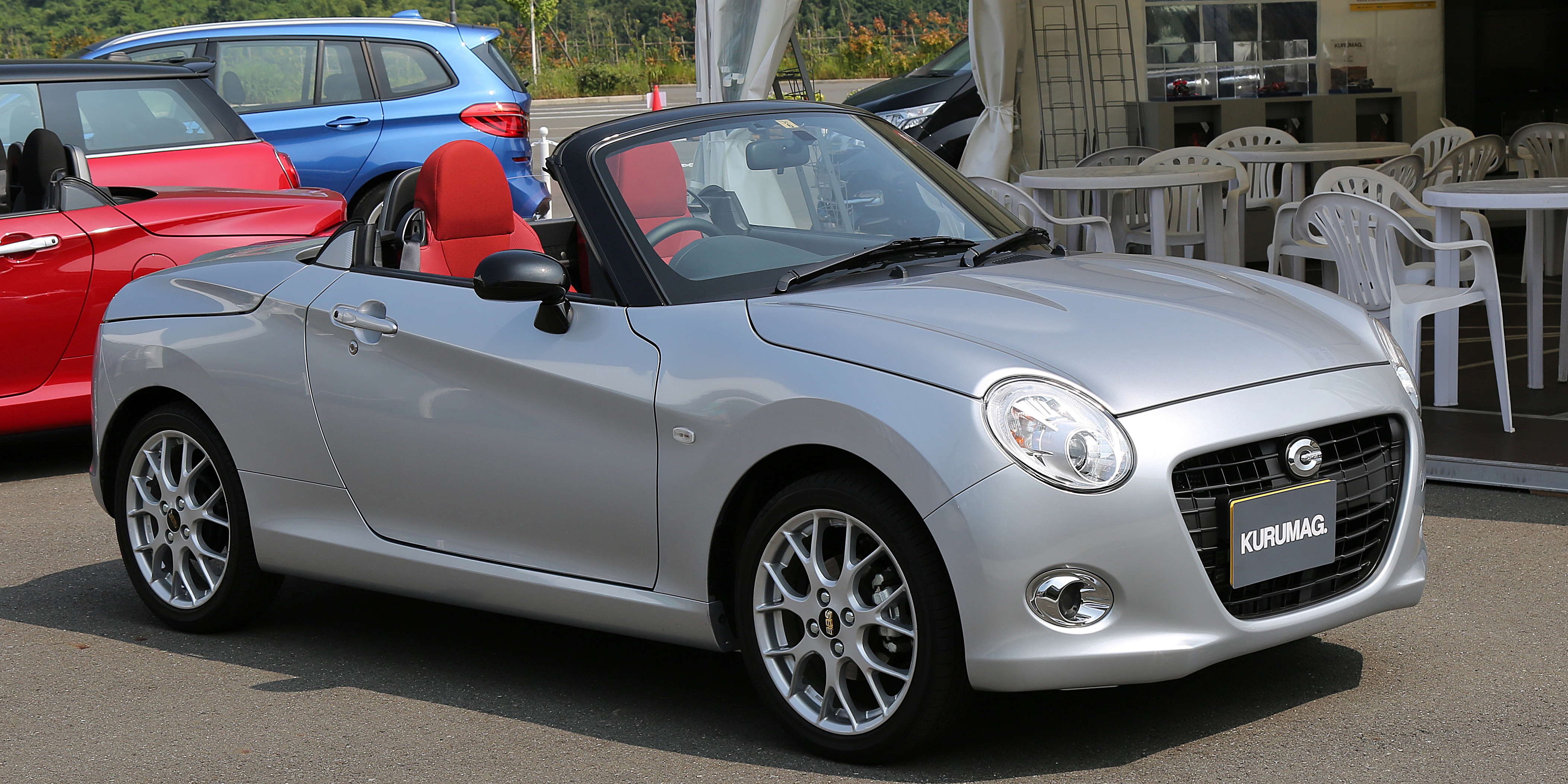
Daihatsu Copen Cero
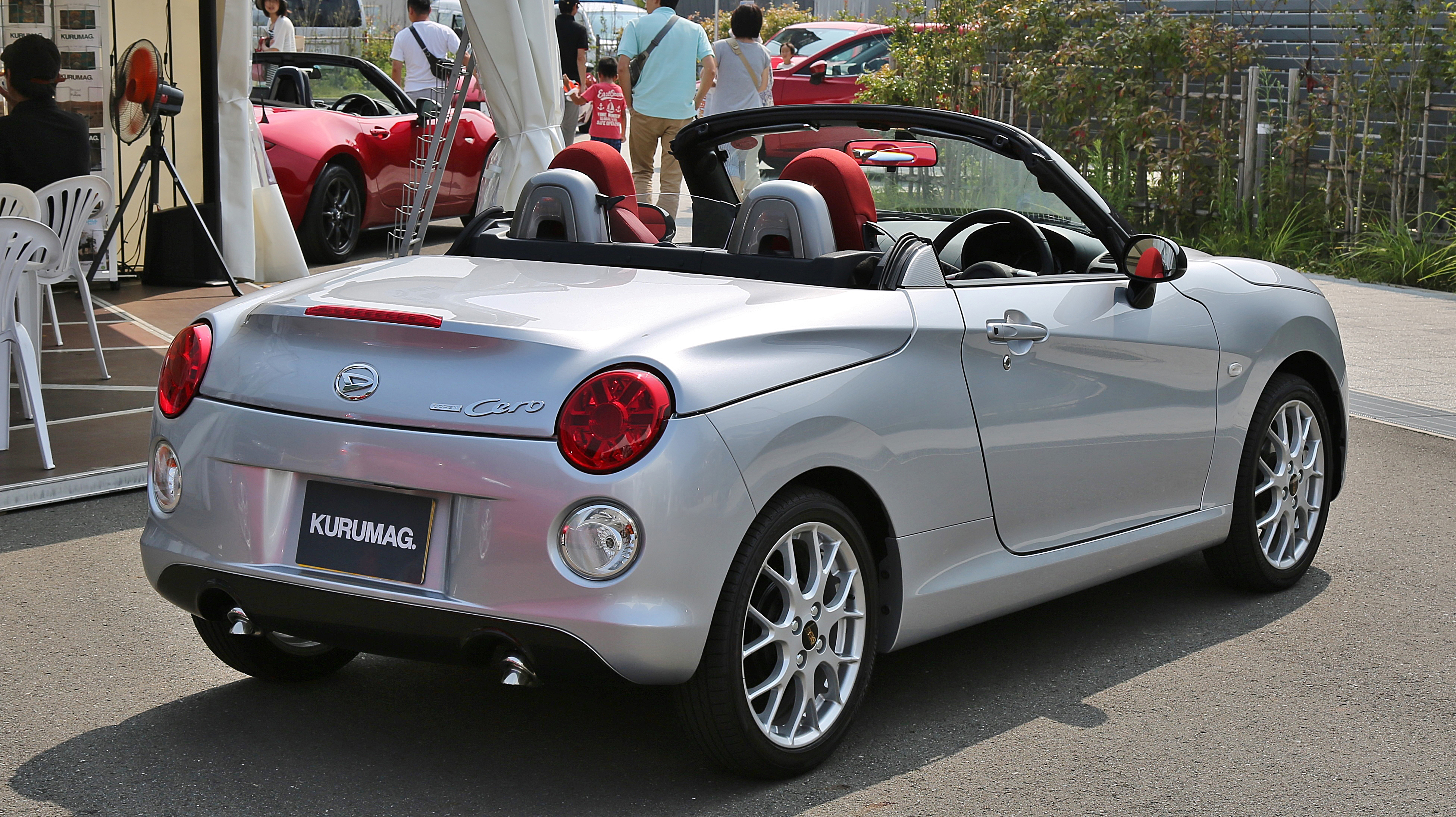
Heckansicht
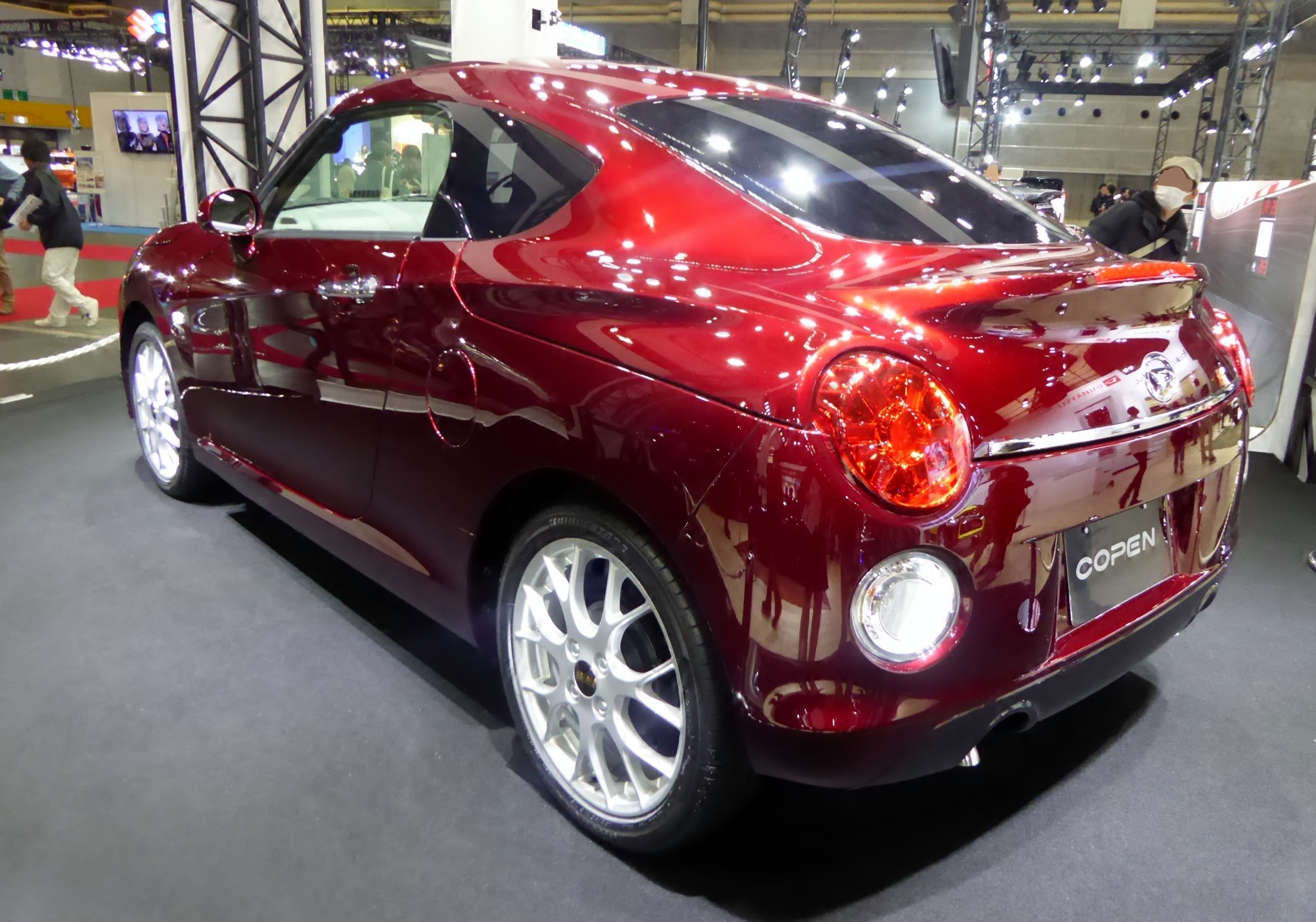
Daihatsu Copen Cero Coupé Concept